# Мечеть Стэнли
Мечеть Стэнли (кит. трад. 赤柱清真寺, пиньинь Chìzhù Qīngzhēnsì) находится в Стэнли, Гонконг, Китай. Это четвёртая мечеть, построенная в Гонконге; расположена в тюрьме Стэнли.

## История
В начале XX века в Департаменте тюрем Гонконга работало около 400 мусульманских служащих из Пакистана и Индии. Штаб-квартира департамента изначально находилась на Арбутнот-роуд. Большинство из них отправлялись в мечеть Джамия, чтобы совершить намаз. Однако после переноса штаб-квартиры с Арбутнот-роуд в тюрьму Стэнли, которая находится намного дальше, возникла потребность построить новую мечеть близ территории тюрьмы, чтобы удовлетворить социальные и религиозные потребности тюремного мусульманского персонала. Таким образом, мечеть Стэнли была открыта внутри тюрьмы 1 января 1937 года.
18 декабря 2009 года Консультативный совет Управления древностей и памятников присвоил мечети статус исторического здания I степени.
Из соображений безопасности сотрудники исправительных служб ограничили доступ в мечеть, но им можно показать удостоверение личности Гонконга или сказать им: «я пришёл сюда только для того, чтобы помолиться».
Имамом мечети является Хафиз Афзал Хан, он же преподаёт Коран в мечети и ведёт молитву. Он был имамом мечети более 20 лет.

## Архитектура
Мечеть песочного цвета имеет большой молельный зал, веранду и внутренний двор. Перед мечетью находится парковка. Мечеть обычно закрыта для публики, так как находится на территории тюрьмы.